# Earl Woods

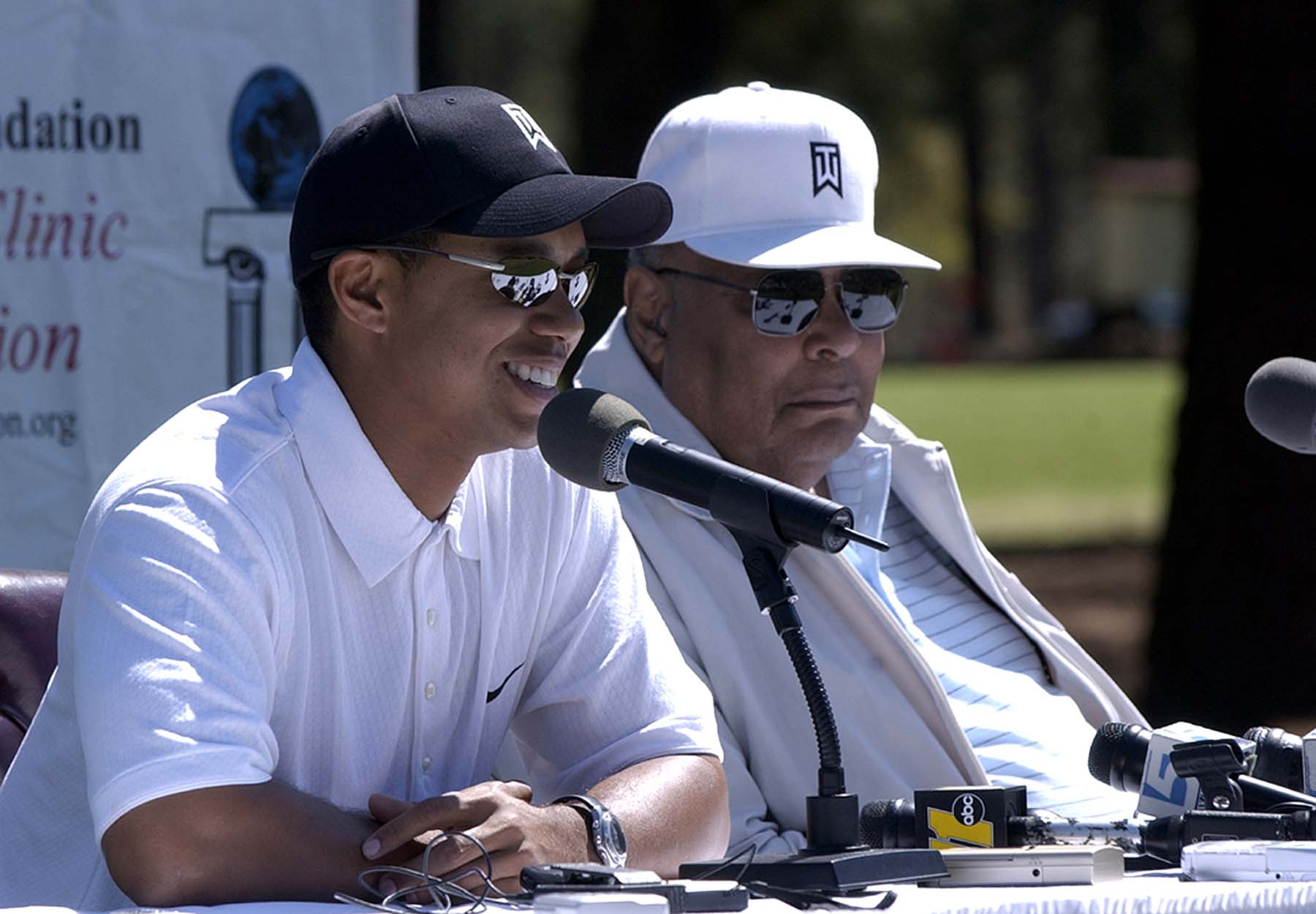
Earl Woods (höger) tillsammans med sin son Tiger Woods 2004

Earl Woods, född 5 mars 1932 i Manhattan, Kansas, död 3 maj 2006 i Cypress, Kalifornien, var en amerikansk idrottare och officer (deltog bland annat i Vietnamkriget). Han var far och under uppväxten tränare till golfspelaren Tiger Woods.

## Fotnoter
1. 1 2  Find a Grave, Find A Grave-ID: 14157251, läs online, läst: 9 oktober 2017.[källa från Wikidata]
2. ↑  läs online, www.tigerwoods.com  .[källa från Wikidata]
3. ↑  Find a Grave, läs online, läst: 11 maj 2024.[källa från Wikidata]